# 미로슬라브 블라제비치
미로슬라브 블라제비치(크로아티아어: Miroslav Blažević, 1935년 2월 10일 ~ 2023년 2월 8일)는 보스니아 헤르체고비나의 축구 감독이다. 크로아티아 축구 국가대표팀을 맡아 1998년 FIFA 월드컵에서 크로아티아를 3위에 올려놓았던 감독이다. 그 이후 2010년 상하이 선화 감독으로 중국 클럽감독으로 경험을 쌓기도 했다.

## 수상

### 감독

#### 클럽
시옹
- 스위스컵 (1): 1974

디나모 자그레브
- 유고슬라비아 1부 리그 (1): 1981–82
- 유고슬라브 컵 (1): 1982-83
- 프르바 HNL (2): 1992-93, 2002–03
- 크로아티아 컵 (1): 1993-94

그라스호퍼
- 스위스 슈퍼리그 (1): 1983–84

하이두크 스플리트
- 크로아티아 슈퍼컵 (1): 2005

슬로보다 투즐라
- 보스니아 헤르체고비나 1부 리그 (1): 2013–14

#### 국가대표
크로아티아
- UEFA 유로 1996: 8강
- 1998년 FIFA 월드컵: 3위